# Фридрихсхафен (волейбольный клуб)
«Фридрихсхафен» (нем. Verein für Bewegungsspiele Friedrichshafen — VfB Friedrichshafen) — мужской волейбольный клуб из одноимённого города Германии.

## История
Появление профессионального волейбола в районе Боденского озера относится к концу 1960 — началу 1970-х годов: в 1969-м был образован клуб «Фридрихсхафен», а в 1972-м по инициативе Петера Хедриха основано общество волейболистов Боденского озера (VSG Bodensee), в которую входили команды из городов побережья.
Первые успехи клуба связаны известным в прошлом румынским волейболистом Гелю Штейном: в 1980 году «Фридрихсхафен» выходит во вторую бундеслигу, а через год — в первую. 23 января 1982 года «Фридрихсхафен» праздновал свою первую победу в элитном дивизионе чемпионата Германии — со счётом 3:2 была обыграна команда из Франкфурта-на-Майне. Однако задержаться в первой бундеслиге больше чем на один сезон «Фридрихсхафену» не удалось — команда заняла последнее место в чемпионате.

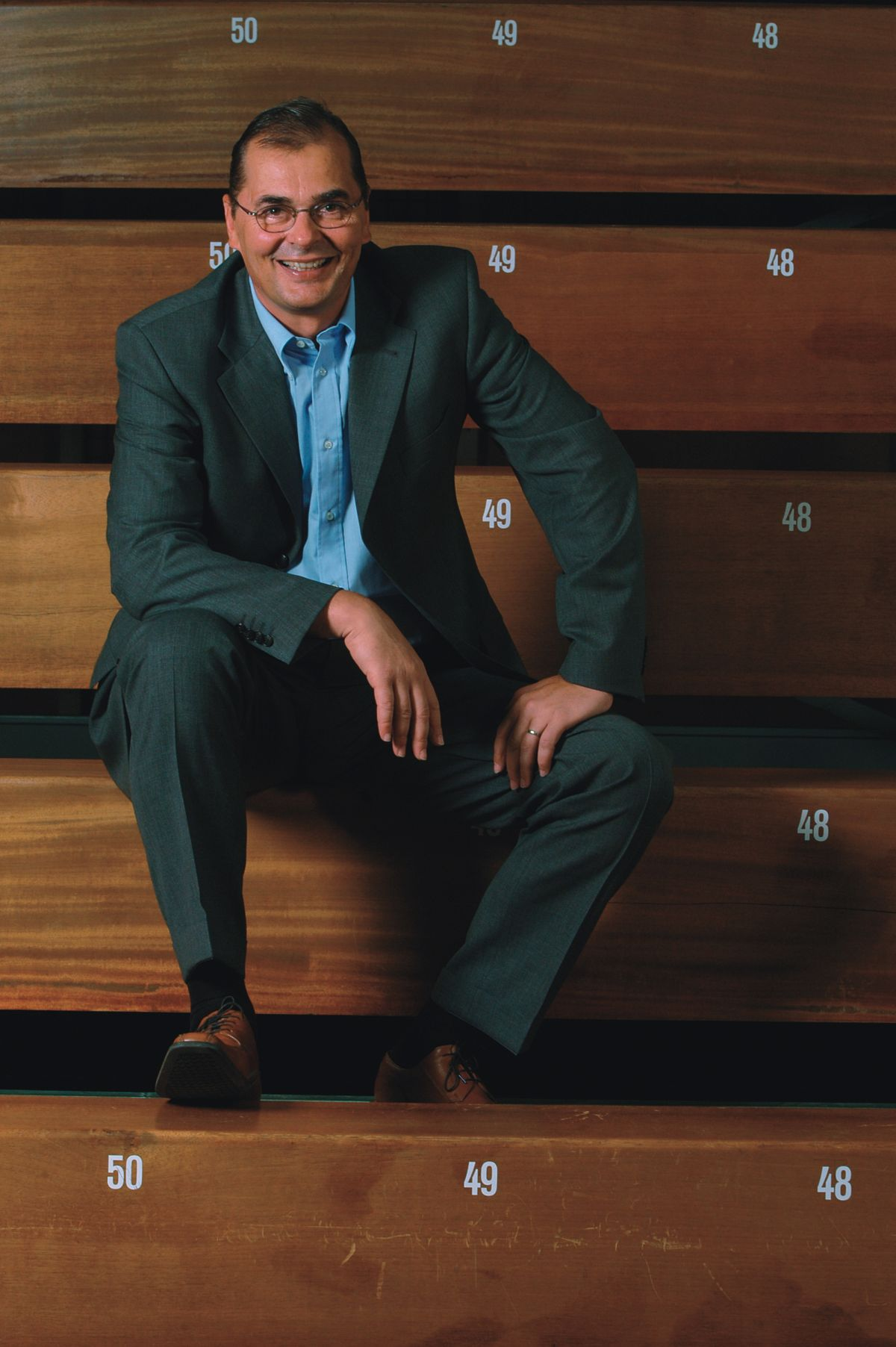
Штелиан Мокулеску

С сезона-1986/1987 «Фридрихсхафен» неизменно играет в 1-й бундеслиге, становясь третьим в 1992-м и 1993 годах и вторым в 1994-м. С 1997 года, когда у руля «Фридрихсхафена» стал румынский специалист Штелиан Мокулеску, с 1999 по 2008 годы работавший одновременно главным тренером сборной Германии, начинается золотая эра клуба: «Фридрихсхафен» не только выигрывает почти все трофеи в Германии, но и добивается успехов на международной арене, трижды добираясь до «Финалов четырёх» Лиги чемпионов (1999, 2000, 2005) и сенсационно выиграв её в 2007-м в Москве.
После триумфа в Лиге чемпионов «Фридрихсхафен» лишился ключевых игроков — связующий Симон Тишер подписал контракт с «Ираклисом», а MVP «Финала четырёх» диагональный сборной Германии Йохан Шопс перешёл в одинцовскую «Искру» (заменивший его Кристиан Пампель с сезона-2008/09 также выступает в России, в клубе «Газпром-Югра»). Несмотря на серьёзные кадровые потери, клуб вновь удачно выступил в Лиге чемпионов, выбив из розыгрыша московское «Динамо» и, как и годом ранее, встретился в «раунде шести» с итальянским «Сислеем», уступив ему лишь по соотношению очков.
Наиболее заметным трансфером межсезонья является переход диагонального сборной Кореи, самого результативного игрока интерконтинентального раунда Мировой лиги-2008 Мун Сун Мина, который пополнил и без того многонациональный состав клуба. Вообще в успехах «Фридрихсхафена», в том числе в победе в Лиге чемпионов, большую роль сыграли легионеры, представляющие вроде бы не самые волейбольные страны, среди них венгр Петер Надь, датчанин Кристиан Кнудсен, португалец Жоао Жозе, чех Лукаш Тихачек и словак Лукаш Дивис… Благодаря грамотной кадровой политике клуба, не тратящего большие деньги на покупку суперзвёзд и достижение сиюминутного результата, а тщательно выстраивающего стратегию своего развития и создающего крепкий коллектив, в котором после ухода отдельных ярких исполнителей в состав встают вчерашние «игроки скамейки» или дотоле малоизвестные игроки, «Фридрихсхафен» остаётся заметным явлением в волейбольной Европе.

## Достижения
- Чемпион Германии: 1998, 1999, 2000, 2001, 2002, 2005, 2006, 2007, 2008, 2009, 2010, 2011, 2015.
- Победитель Кубка Германии:  1998, 1999, 2001, 2002, 2003, 2004, 2005, 2006, 2007, 2008, 2012, 2014, 2015, 2017, 2018, 2019, 2022.
- Победитель Суперкубка Германии: 2016, 2017, 2018.
- Победитель Лиги чемпионов: 2007.
  -  Финалист Лиги чемпионов: 2000.
- Бронзовый призёр Кубка CEV: 1994.

## Сезон-2013/14

### Переходы
Пришли: центральные блокирующие Светослав Гоцев («Верона», Италия) и Виктор Йосифов («Гротте», Италия), связующий Ян Циммерман («Олимпия» Берлин), доигровщики Баптист Гелер («Араго де Сет», Франция) и Роланд Гердье (ФИНО-«Капошвар», Венгрия), диагональный Кристиан Дюннес («Дженерали Хахинг»), либеро Женя Гребенников («Ренн», Франция).
Ушли: центральные блокирующие Мэттью Денмарк (завершил карьеру) и Жоао Жозе («Фонте-ду-Баштарду», Португалия), связующие Виктор Батиста («Маккаби» Тель-Авив, Израиль) и Юрай Затко («Политехника» Варшава), доигровщик Жозе Мануэль Ривера, диагональный Томас Засс («Фойникас», Греция), либеро Никола Росич («Лугано», Швейцария).

### Состав команды
| №                       | Имя                     | Год рождения            | Рост                    |                         |                         |
| Центральные блокирующие | Центральные блокирующие | Центральные блокирующие | Центральные блокирующие | Центральные блокирующие | Центральные блокирующие |
| ----------------------- | ----------------------- | ----------------------- | ----------------------- | ----------------------- | ----------------------- |
| 5                       | Светослав Гоцев         | 1990                    | 202                     |                         |                         |
| 8                       | Макс Гюнтёр             | 1985                    | 208                     |                         |                         |
| 12                      | Виктор Йосифов          | 1985                    | 204                     |                         |                         |
| Связующие               |                         |                         |                         |                         |                         |
| 9                       | Никола Йовович          | 1992                    | 197                     |                         |                         |
| 17                      | Ян Циммерман            | 1993                    | 190                     |                         |                         |
| Диагональные            |                         |                         |                         |                         |                         |
| 2                       | Петер Тролле Боннесен   | 1993                    | 206                     |                         |                         |
| 13                      | Венцислав Симеонов      | 1977                    | 200                     |                         |                         |
| 16                      | Кристиан Дюннес         | 1984                    | 207                     |                         |                         |

| №                                  | Имя              | Год рождения | Рост        |             |             |
| Доигровщики                        | Доигровщики      | Доигровщики  | Доигровщики | Доигровщики | Доигровщики |
| ---------------------------------- | ---------------- | ------------ | ----------- | ----------- | ----------- |
| 4                                  | Валентин Братоев | 1987         | 201         |             |             |
| 11                                 | Роланд Гердье    | 1993         | 200         |             |             |
| 14                                 | Баптист Гелер    | 1987         | 198         |             |             |
| 18                                 | Янник Хармс      | 1994         | 196         |             |             |
| Либеро                             |                  |              |             |             |             |
| 3                                  | Тило Шпет        | 1987         | 188         |             |             |
| 10                                 | Женя Гребенников | 1990         | 188         |             |             |
| Главный тренер — Штелиан Мокулеску |                  |              |             |             |             |